# Charlie McCreevy
Charles "Charlie" McCreevy (født 30. september 1949 i Sallins, County Kildare) er en irsk politiker, der fra 2004 til 2010 var EU-kommissær for det indre marked og tjenesteydelser. 
Efter studier ved University College Dublin blev McCreevy uddannet revisor.
Han blev i 1977 medlem af Dáil Éireann for Fianna Fáil og sad til 2004, hvor han blev udnævnt til kommissær. Han har desuden været minister tre gange; i perioden 1992-1993 var han socialminister, fra 1993 til 1994 turisme- og handelsminister og 1997-2004 finansminister. I denne egenskab var han medlem af ECOFIN; det sidste år som præsident.
1. ↑  Navnet er anført på svensk og stammer fra Wikidata hvor navnet endnu ikke findes på dansk.